# الحمضه
الحمضه قرية تابعة لمحافظة تثليث في منطقة عسير في المملكة العربية السعودية، وتقع جنوب غرب محافظة تثليث وتتميز بجغرافيتها المتنوعه من جبال وسهول وأودية وهضاب ومن أشهر جبالها جبال (سنبله وسنيبله) ومن أشهر هضابها هضبة(الصفا) وتعتبر رمز وعلامه لهذه القرية، يمر بها أيضاً وادي تثليث الشهير، يمر بقرية الحمضه طريق تثليث الامواه -يدمه ويوجد بها مركز إمارة وكذالك مركز شرطه ومركز صحي ومركز للتنمية الاجتماعية ومدارس للمراحل الدراسية.